# Mamello Makhabane
Mamello Makhabane (* 24. Februar 1988 in Kutloanong) ist eine südafrikanische Fußballspielerin.

## Karriere

### Vereine
Makhabane gehörte zunächst von 2009 bis 2017 den Palace Super Falcons an, bevor sie einen Vereinswechsel vornahm. Von 2017 bis 2019 spielte sie für den Janine van Wyk Fußballclub in der Sasol Women’s National League, seit der Saison 2019/20 – mit dem Premierenstart der vollprofessionellen SAFA Women's League und der 12. Saison des landesweiten Ligawettbewerbs im südafrikanischen Frauenfußball – in dieser bis 2022. Seit Februar 2023 ist sie Spielerin der Tim Sukazi Galaxy Queens.

### Nationalmannschaft
Für die A-Nationalmannschaft kam sie in 34 Länderspielen zum Einsatz, in denen ihr drei Tore gelangen.
Ihr A-Länderspieldebüt gab sie am 31. Oktober 2010 in ihrem einzigen Spiel im Wettbewerb um den Afrika-Cup beim 2:1-Sieg über die Nationalmannschaft Tansanias in Benoni; dabei gelangen ihr im ersten Spiel der Gruppe A mit den Treffern zum 1:0 und 2:1 in der 35. und 87. Minute per Strafstoß ihre ersten beiden A-Länderspieltore. 2016 und 2018 wurde sie in jeweils fünf Spielen eingesetzt; Ergebnisse:
2016:0 0:0 vs. Simbabwe, 1:0 vs. Kamerun, 0:5 vs. Ägypten, 1:0 vs. Nigeria, 1:0 vs. Ghana
2018:0 0:1 vs. Nigeria, 1:7 Äquatorialguinea, 1:1 vs. Sambia, 2:0 vs. Mali, 0:0 vs. Nigeria
Im Fußballturnier im Rahmen der Olympische Sommerspiele 2016 wurde sie in allen drei Spielen der Gruppe E eingesetzt. Ihre Mannschaft belegte in ihrer Gruppe den letzten Platz, womit sie aus dem Turnier ausschied.
Bei der Teilnahme ihrer Mannschaft am Turnier um den Zypern-Cup 2019 wurde sie in allen drei Spielen der Gruppe A eingesetzt und erzielte im letzten Gruppenspiel, bei der 1:2-Niederlage gegen die Nationalmannschaft Tschechiens mit dem Treffer zur 1:0-Führung in der 17. Minute ein Tor. Im Spiel um Platz 9 war sie mit ihrer Mannschaft der Nationalmannschaft Finnlands am 6. März in Paralimni mit 0:3 unterlegen.
Am 13. und 17. Juni bestritt sie bei der 0:1- und 0:4-Niederlage gegen die Nationalmannschaft Chinas und Deutschlands mit dem zweiten und dritten Spiel der Gruppe B ihre einzigen beiden Spiele bei der Weltmeisterschaft 2019.
Sie nahm mit ihrer Mannschaft 2020 und 2021 jeweils am Turnier um die Meisterschaft des südlichen Afrika teil und kam bei ihrer ersten Teilnahme in fünf Spielen (2:0 vs. Angola, 0:5 vs. Swasiland, 7:0 vs. Komoren, 6:2 vs. Malawi, 1:2 vs. Botswana am 3., 6., 9., 12., 14. November 2020), bei ihrer zweiten Teilnahme einzig am 28. September 2021 beim 2:1-Sieg über die Nationalmannschaft Malawis zum Zuge.
Zudem bestritt sie acht in Freundschaft ausgetragene Länderspiele:

2019:0 1:2 vs. Niederlande, 0:0 vs. Schweden, 1:1 vs. Jamaika, 2:0 vs. Japan

2021:0 3:1 vs. Sambia, 2:0 vs. Botswana, 3:0 vs. Ghana, 3:0 vs. Sambia

2022:0 3:0 vs. Sambia

## Erfolge
Nationalmannschaft
- COSAFA-Finalistin: 2021
- Finalistin Afrika-Cup 2018
- Dritte Afrikameisterschaft 2010